# New Sharon, Iowa
New Sharon är en ort i Mahaska County i Iowa. Vid 2010 års folkräkning hade New Sharon 1 293 invånare.